# Château de Montearagón
Le château de Montearagón (en aragonais: Mont Aragón; en catalan: Montaragó; en espagnol: Montearagón; en latin: Montis Aragonis) se trouve dans la commune de Quicena, dans la province de Huesca (Espagne). Stratégiquement construit pour aider à la reconquête de la cité de Huesca sur les musulmans, le château fut fondé en 1085 par Sanche Ier d'Aragon.
Une fois rempli son objectif (en 1096 par Pierre Ier d'Aragon), il devint l'un des monastères les plus riches et puissants durant le Moyen Âge. Y ont reposé les restes mortels de Sancho Ramírez de Aragón et d'Alphonse Ier le Batailleur avant qu'ils ne soient transférés respectivement au Monastère de Saint Jean de la Peña et au monastère de San Pedro el Viejo à Huesca.
Le transfert des tombes et le déclin progressif du château-monastère sont survenus après le désamortissement qui amena le délabrement de l'édifice. Aujourd'hui, cependant, on peut voir sa silhouette depuis une grande partie de la comarque.
Le château continue d'être un mirador privilégié pour toute la Hoya de Huesca, de la Sierra de guara et de l'imposant Salto de Roldán, tout cela avec comme toile de fond les Pyrénées.

## Abbés de Montearagón
1. 1096-1118 Ximeno
2. 1119-1168 Fortún
3. 1170-1204 Bérenger de Barcelone
4. 1205-1248 Ferdinand d'Aragon
5. 1252-1258 Sanxo d'Orradre
6. 1258-1284 Joan Garcés d'Oris
7. 1284-1306 Ximeno Pérez de Gurrea
8. 1306-1317 Pero López de Luna
9. 1317-1320 Johan d'Aragó
10. 1320-1324 Ramon d'Avinyó
11. 1324-1327 Bernat de l'Avellana
12. 1327-1353 Ximeno López de Gurrea
13. 1353-1359 Pero López de Gurrea
14. 1359-1391 Remon de Sellan
15. 1391-1395 Mafiano d'Alaman
16. 1395-1420 Johan Martínez de Murillo
17. 1420-1445 Sanxo de Murillo
18. 1445-1462 Carlos d'Urries
19. 1464-1473 Joan d'Aragó
20. 1473-1490 Juan de Revolledo
21. 1492-1520 Alfonse d'Aragon